# Pehr Rydman
Pehr Rydman, född 1730, död 28 juni 1774 i Katarina församling, Stockholm, var en svensk hovsekreterare och amatörtonsättare.

## Biografi
Pehr Rydman föddes 1730. Han var son till trädgårdsmästaren Johan Rydman (död 1755) och Catharina Smalbeck. Rydman arbetade 1755 som auskultant vid Svea hovrätt. Rydman invaldes som ledamot nummer 29 av Kungliga Musikaliska Akademien den 11 mars 1772. Rydman avled 28 juni 1774 i Katarina församling, Stockholm.